# Aloe elegantissima
Aloe elegantissima ist eine Pflanzenart der Gattung der Aloen in der Unterfamilie der Affodillgewächse (Asphodeloideae). Das Artepitheton elegantissima stammt aus dem Lateinischen, bedeutet ‚am elegantesten‘ und verweist auf das Erscheinungsbild der Art.

## Beschreibung

### Vegetative Merkmale
Aloe elegantissima wächst stammlos, verzweigt und bildet kleine Gruppen. Die zwölf bis 15 ausgebreiteten Laubblätter sind lanzettlich-zugespitzt. Ihre etwas glänzende, leuchtend grüne Blattspreite ist 30 Zentimeter lang und 8 Zentimeter breit. Auf ihr befinden sich zahlreiche weißliche Flecken. Die Spitze ist rötlich. Die spitzen, deltoiden, roten Zähne am hornigen, weißlichen Blattrand sind 3 Millimeter lang und stehen 5 bis 8 Millimeter voneinander entfernt. Der Blattsaft ist orangegelb. Er trocknet braun.

### Blütenstände und Blüten
Der Blütenstand besteht aus zwölf bis 15 ausgebreiteten Zweigen und erreicht eine Länge von 70 Zentimeter. Die dichten, kopfigen Trauben sind bis zu 6 Zentimeter lang. Die deltoid-spitzen Brakteen weisen eine Länge von 6 Millimeter auf und sind 1,5 Millimeter breit. Die zitronengelben Blüten besitzen deutliche grüne Längsadern und stehen an 10 Millimeter langen Blütenstielen. Die Blüten sind 25 Millimeter lang. Auf Höhe des Fruchtknotens weisen die Blüten einen Durchmesser von 7 Millimeter auf. Ihre äußeren Perigonblätter sind auf einer Länge von 10 Millimetern nicht miteinander verwachsen. Die Staubblätter ragen 1 bis 2 Millimeter und der Griffel ragt 3,5 Millimeter aus der Blüte heraus.

## Systematik und Verbreitung
Aloe elegantissima ist in Somalia auf dicht bewaldete Hängen in Höhen von 2050 Metern verbreitet. Die Art ist nur vom Typusfundort bekannt.
Die Erstbeschreibung durch Thomas A. McCoy und John Jacob Lavranos wurde 2008 veröffentlicht.

## Nachweise